# Mörlen
Mörlen (mundartlich: Mörle, Mierlen) ist eine Ortsgemeinde im Westerwaldkreis in Rheinland-Pfalz. Sie gehört der Verbandsgemeinde Bad Marienberg (Westerwald) an.

## Geographische Lage
Die Gemeinde liegt im Westerwald zwischen Limburg und Siegen. Der Ort liegt in einer Talmulde an einem Südhang zu dem Bachlauf der Kleinen Nister und ist eine der waldreichsten Gemeinden im Westerwaldkreis.
Zu Mörlen gehört auch der Wohnplatz Mühlengrund.

## Geschichte
Der Ort gehört zu den ältesten Siedlungen im Oberen Westerwald. Während der Bachname Nigra Morlaha bereits 914/1048 erstmals erwähnt wurde, findet sich der urkundliche Erstnachweis am 13. November 1262 in einer Urkunde der Abtei Marienstatt.
Bevölkerungsentwicklung
Die Entwicklung der Einwohnerzahl von Mörlen, die Werte von 1871 bis 1987 beruhen auf Volkszählungen:
| Jahr | Einwohner |
| ---- | --------- |
| 1815 | 136       |
| 1835 | 202       |
| 1871 | 249       |
| 1905 | 311       |
| 1939 | 343       |
| 1950 | 380       |
| 1961 | 394       |

| Jahr | Einwohner |
| ---- | --------- |
| 1970 | 441       |
| 1987 | 510       |
| 1997 | 576       |
| 2005 | 597       |
| 2011 | 564       |
| 2017 | 536       |
| 2023 | 537       |

## Politik

### Bürgermeister
Thomas Ax wurde 2004 Ortsbürgermeister von Mörlen. Bei der Direktwahl am 26. Mai 2019 wurde er mit einem Stimmenanteil von 77,78 % für weitere fünf Jahre in seinem Amt bestätigt. Er wurde im Juni 2024 wiedergewählt.

## Kultur und Sehenswürdigkeiten

### Bauwerke
Das Schmuckstück des Ortes ist die katholische Pfarrkirche Maria Empfängnis. Sie wurde 1866 erbaut, 1882 und 1949 erweitert und 2003 grundlegend renoviert.

### Regelmäßige Veranstaltungen
Am ersten Juli-Wochenende findet jährlich die traditionelle Kirmes statt.

## Verkehr
- Südlich des Ortes verläuft die B 414, die von Hohenroth nach Hachenburg führt.
- Die nächste Autobahnanschlussstelle ist Haiger-Burbach an der A 45 Dortmund–Gießen, etwa 27 Kilometer entfernt.
- Der nächstgelegene ICE-Halt ist der Bahnhof Montabaur an der Schnellfahrstrecke Köln–Rhein/Main.